# St. Martin (Deubach)

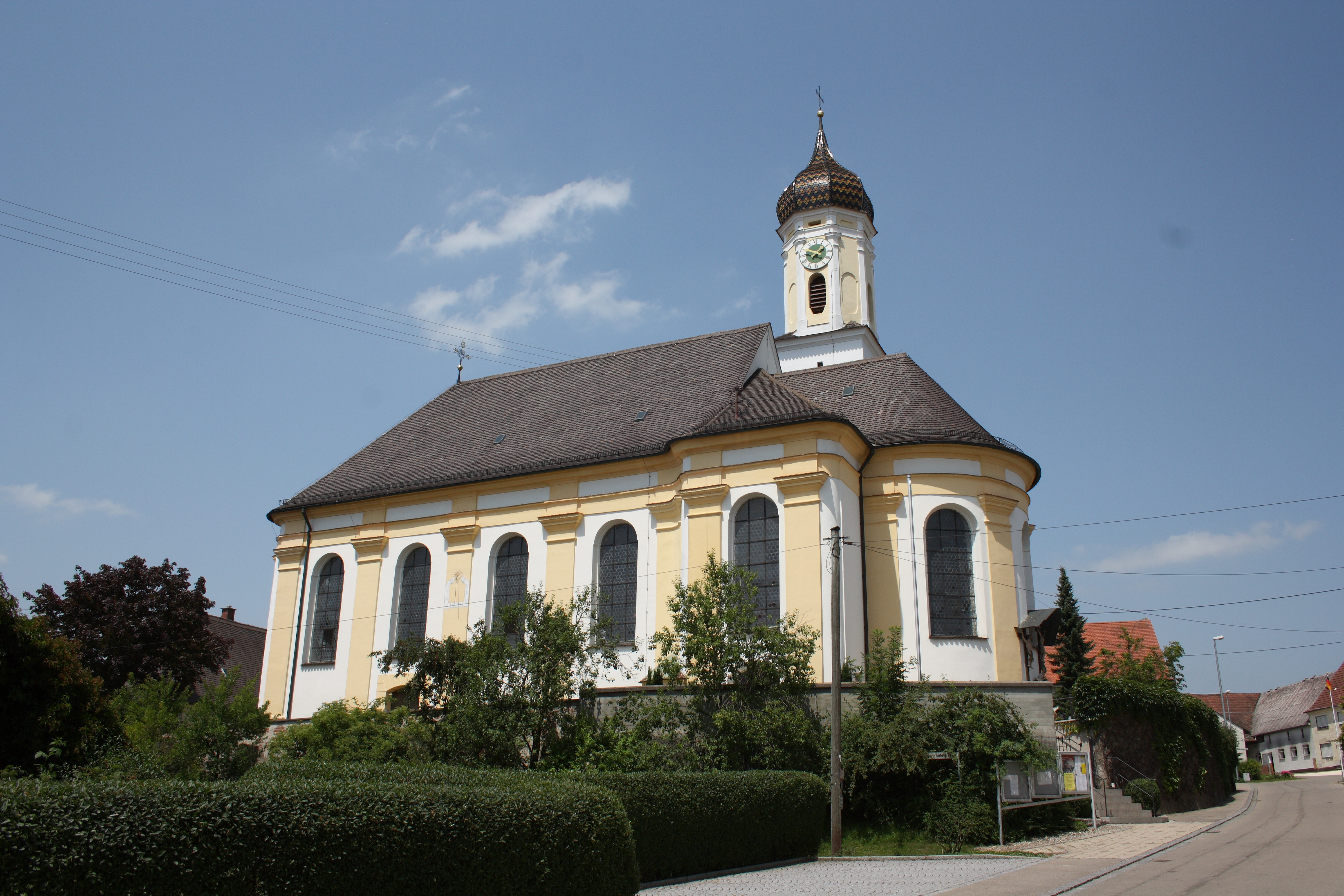
Pfarrkirche St. Martin

Die katholische Pfarrkirche St. Martin in Deubach, einem Stadtteil von Ichenhausen im Landkreis Günzburg im bayerischen Regierungsbezirk Schwaben, wurde 1739/40 von dem Baumeister Johann Martin Kraemer an der Stelle von zwei Vorgängerbauten errichtet. Die Fresken führte der aus Burgau stammende Johann Georg Wolcker (1700–1766) aus. Die Kirche gehört zu den geschützten Baudenkmälern in Bayern.

## Architektur
Im nördlichen Chorwinkel erhebt sich der quadratische Turm, dessen oktogonaler Aufbau von einer Zwiebelhaube mit glasierten Ziegeln bekrönt wird. Die Innen- und Außenwände werden von toskanischen Pilastern gegliedert. Das einschiffige Langhaus ist mit einer Flachtonne mit Stichkappen gedeckt und schließt im Westen mit einer Doppelempore mit geschweiften Brüstungen. Der eingezogene Chor mündet in eine halbrund geschlossene Apsis und wird von einer flachen, freskierten Kuppel überspannt.

## Stuckdekor und Fresken

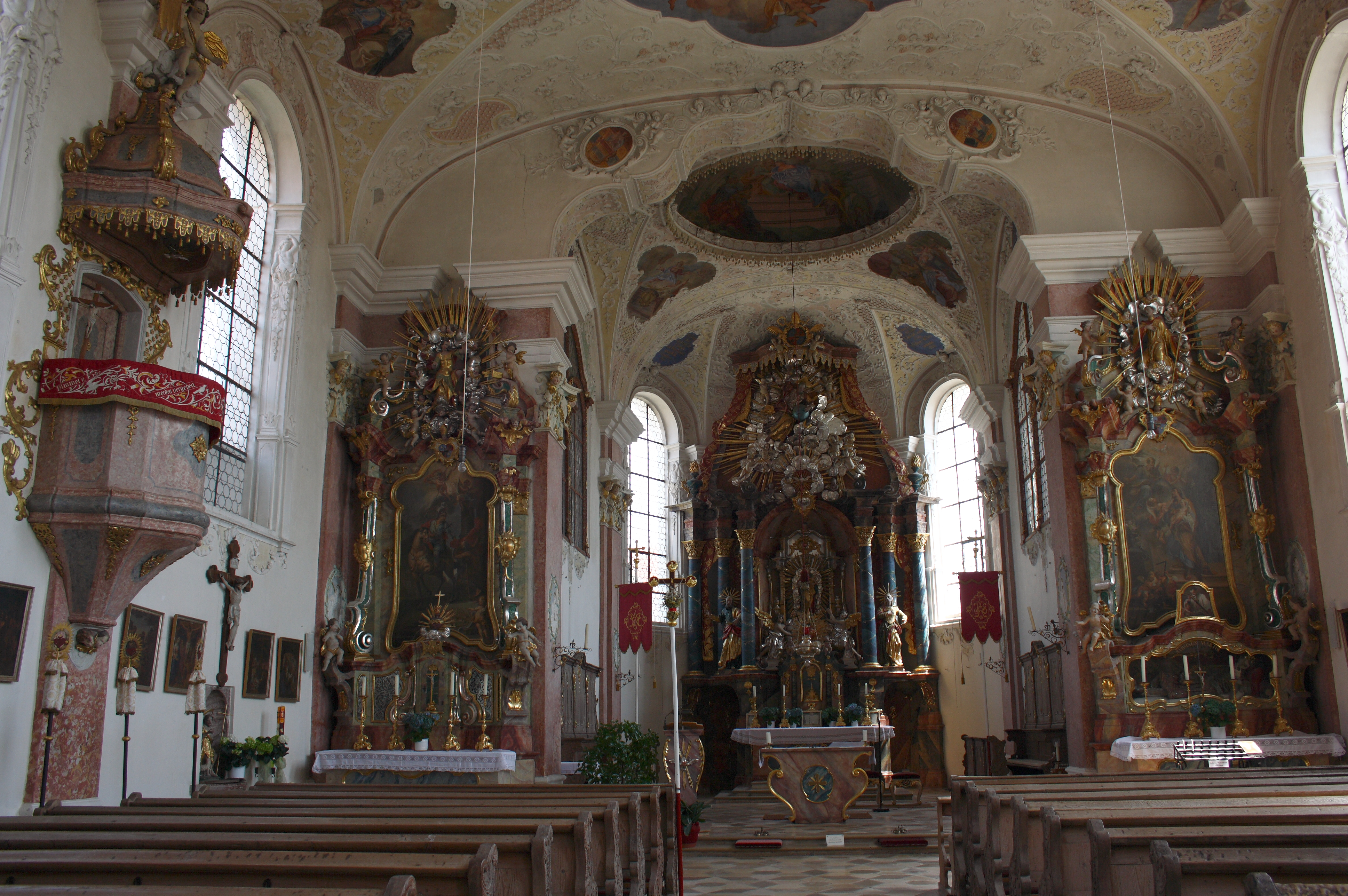
Innenraum

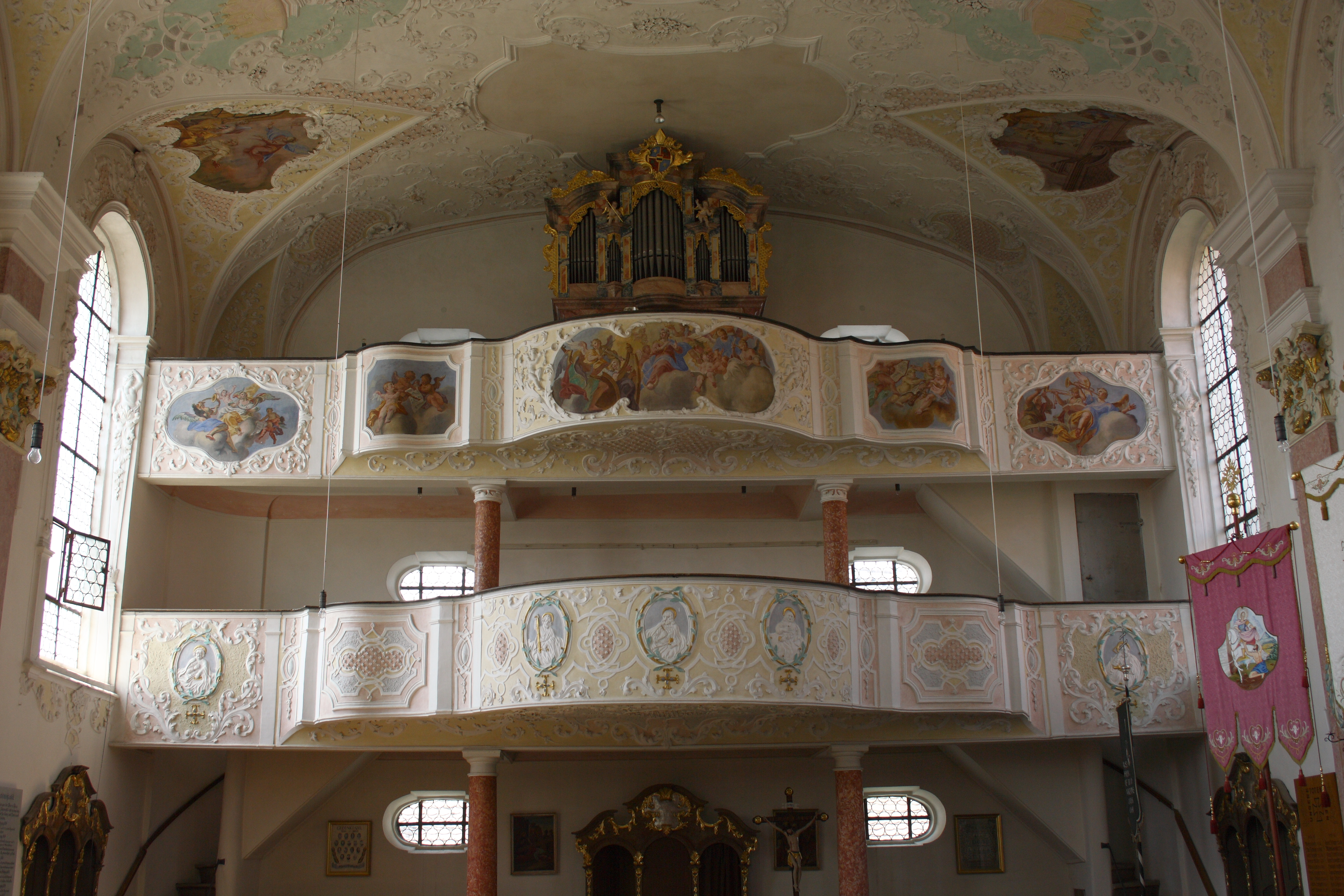
Doppelempore

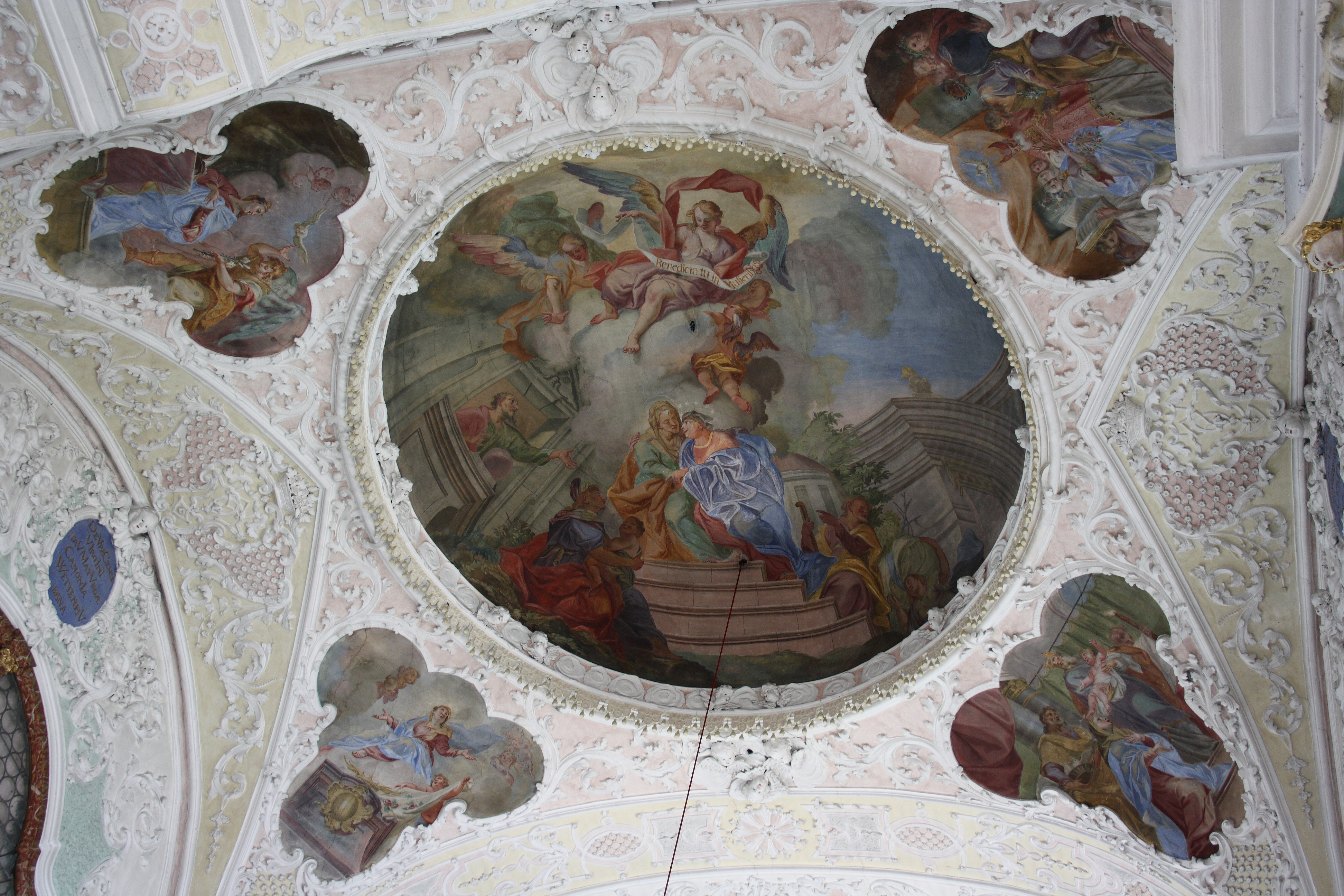
Deckenfresko im Chor

Der gesamte Innenraum ist mit einem Stuckdekor aus Muschelwerkkartuschen, Blüten und Blattranken überzogen und umrahmt die Freskenfelder. Er wird dem Baumeister Johann Martin Kraemer zugeschrieben. An den Pilastern und an der unteren Emporenbrüstung befinden sich in weiß gehaltene Halbreliefs mit der Darstellung der Apostel. Sie sind von vergoldeten Rahmen mit grünem Laubwerk umgeben.
Auf dem großen Langhausfresko huldigen die vier Erdteile der Himmelskönigin Maria. Afrika wird als Mohr mit einem Sonnenschirm dargestellt, Europa als weibliche Figur, vor der nebeneinander Kaiserkrone und Tiara liegen. Ein rothäutiger Indianer personifiziert Amerika und eine Figur mit Turban und Halbmond verkörpert Asien. Alle vier Personen halten brennende Herzen in ihren Händen. Im Zentrum des Freskos schwebt der heilige Martin, der Schutzpatron der Kirche, hinter dem ein Bettler kauert, der Gottesmutter Maria entgegen. Sie ist mit einem Zepter dargestellt und hält das Jesuskind im Arm. Neben ihr kniet der heilige Joseph mit einer Lilie in der Hand. Zu Füßen des heiligen Martin flattert, von Engeln umgeben, eine Gans, das Attribut des Heiligen.
Das Deckenfresko zwischen Langhaus und Chor stellt die Krönung Mariens durch die Dreifaltigkeit dar. In den Zwickeln des geschweiften Chorbogens sind in Stuckkartuschen die Wappen des Klosters Wettenhausen (links) und des Propstes Bartholomäus Koppenhofer (1704–1740) (rechts) angebracht, unter dem der Kirchenbau begonnen wurde.
Das Chorfresko gibt die Szene der Heimsuchung Mariens wieder. Maria begrüßt ihre Base Elisabet auf den Stufen eines monumentalen Palastes. Über den beiden Frauen schwebt ein Engel, der ein Spruchband mit den Worten „Benedicta tu in Mulieribus“ (Du bist gebenedeit unter den Frauen) in Händen hält. Die vier seitlichen Bilder haben die Vermählung Marias mit Joseph, die Verkündigung durch den Erzengel Gabriel, die Präsentation im Tempel und Mariä Himmelfahrt zum Thema.
Die Brüstung der oberen Empore ist mit Fresken musizierender Engel verziert, die verschiedene Instrumente wie Hörner, Flöte, Harfe, Geige und Posaunen spielen.

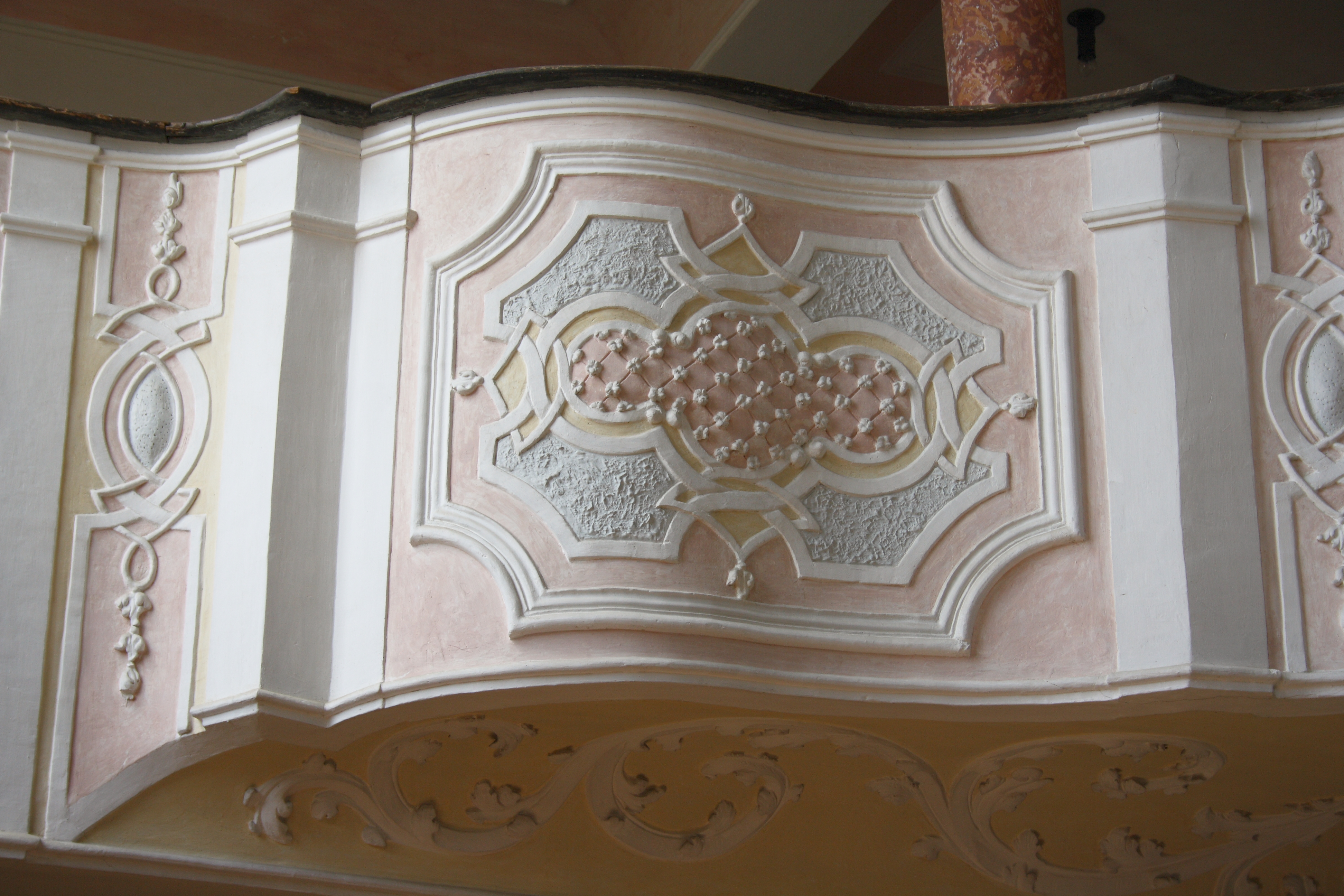
Stuckdekor an der unteren Emporenbrüstung
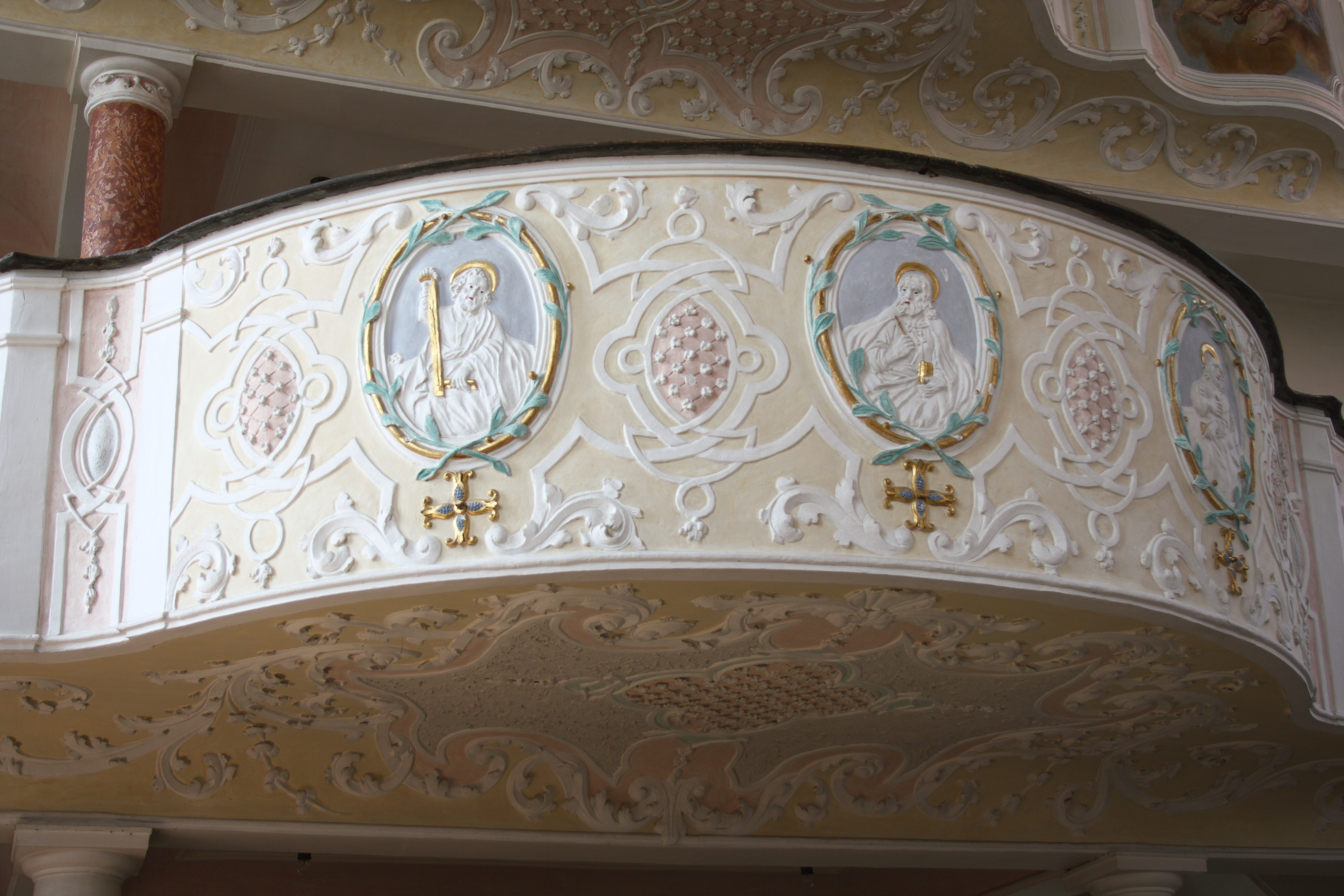
Stuckdekor an der unteren Emporenbrüstung
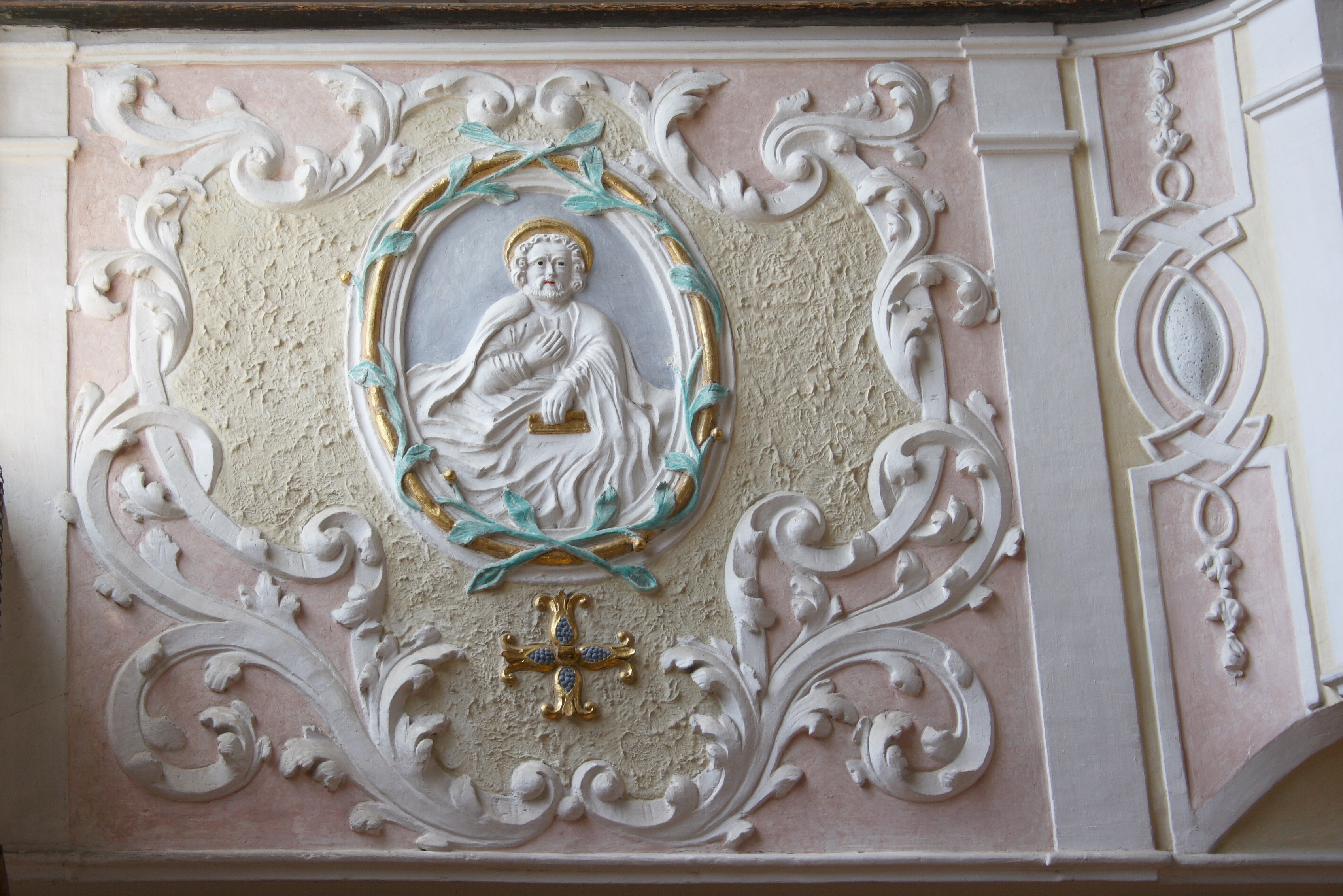
Stuckdekor an der unteren Emporenbrüstung

## Ausstattung

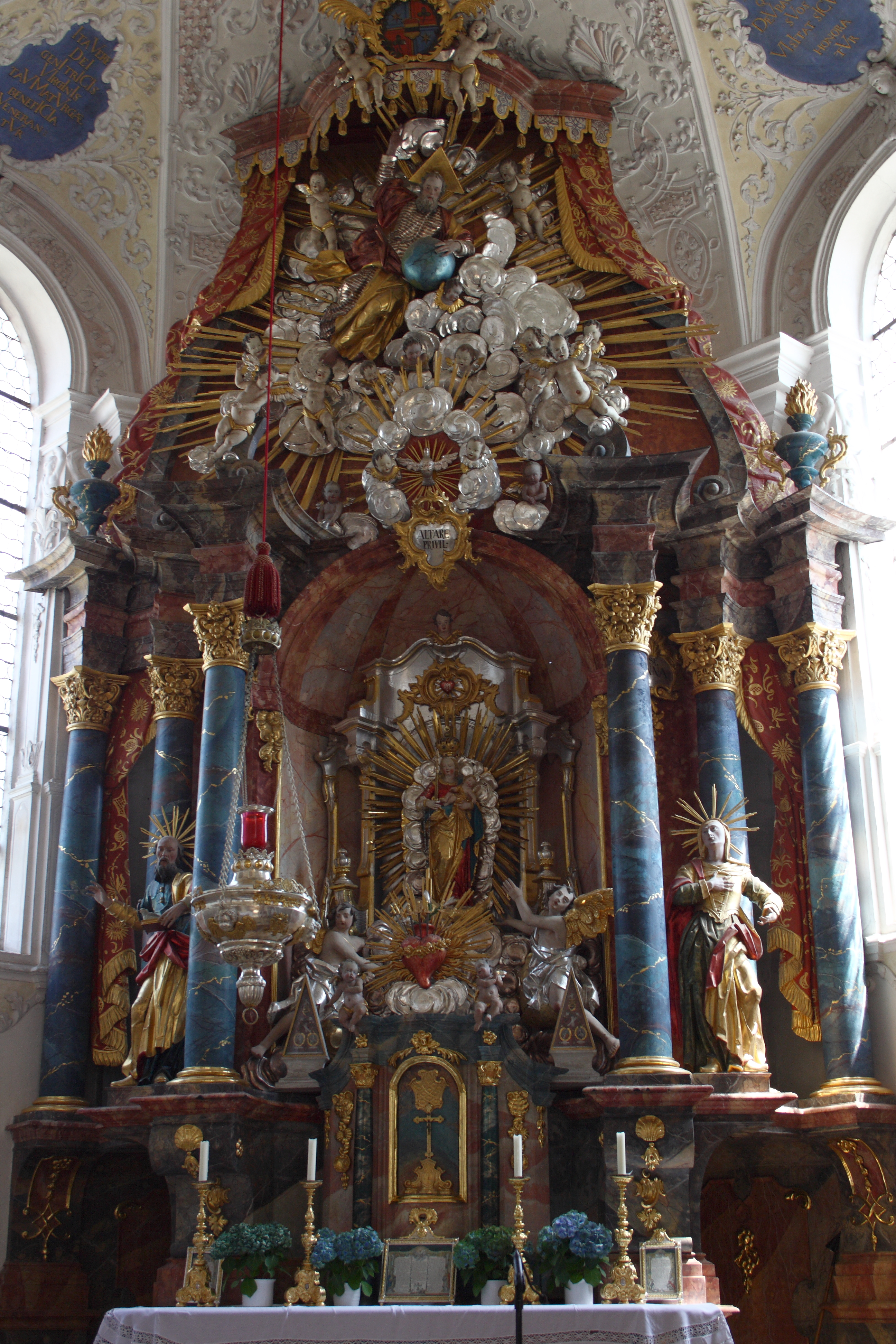
Hochaltar

- Der monumentale Hochaltar wird von drei blau-gold marmorierten Säulen und den fast lebensgroßen Skulpturen des heiligen Joachim (links) und der heiligen Anna (rechts) flankiert. Er wird von einem Baldachin bekrönt, unter dem Gottvater inmitten von Wolken und Engeln über der Heiliggeisttaube thront. In der Altarnische befindet sich die sogenannte Bruderschaftsmadonna des Bildhauers Christoph Rodt (um 1575–1634).
- Die beiden Seitenaltäre wurden von dem Dillinger Bildhauer Johann Michael Fischer geschaffen. Sie gelten als die ersten Rokokoaltäre auf dem Gebiet des alten Landkreises Günzburg. Der linke Altar ist dem heiligen Martin gewidmet. Auf dem Altarblatt ist er auf einem Pferd sitzend dargestellt, wie er seinen Mantel mit einem Bettler teilt. Am unteren Bildrand breitet ein Engel einen Plan aus, auf dem Deubach im Jahr 1746 dargestellt ist. Eine Skulptur des von Pfeilen durchbohrten Sebastian bekrönt den Altar. Das Gemälde des Josefsaltars trägt die Signatur von Johann Georg Wolcker, von dem auch die Fresken stammen. Es zeigt Joseph, der den Jesusknaben auf dem Arm trägt, in seiner Zimmermannswerkstatt. Vom oberen Bildrand blickt Gottvater auf die Szene. Im Altarauszug steht der heiligen Leonhard, der Schutzpatron des Hausviehs. Der gläserne Schrein auf dem Altartisch birgt die Reliquien des Märtyrers Ursinus, eines sogenannten Katakombenheiligen.
- Die Kanzel ist aus rötlichem Stuckmarmor geschaffen, den Schalldeckel krönt ein Posaunenengel. Am Kanzelkorb befindet sich das Wappen des Propstes Melchior Gast (1740–1755), unter dem der Kirchenbau vollendet wurde.
- Die Skulptur des heiligen Sebastian an der Südwand ist vermutlich ein Werk der Spätgotik.
- An der Südwand befindet sich auch das Deubacher Gnadenbild, eine spätgotische Madonna im Strahlenkranz aus der Ulmer Schule, die dem Umkreis des Bildhauers Daniel Mauch zugeschrieben und um 1510 datiert wird.

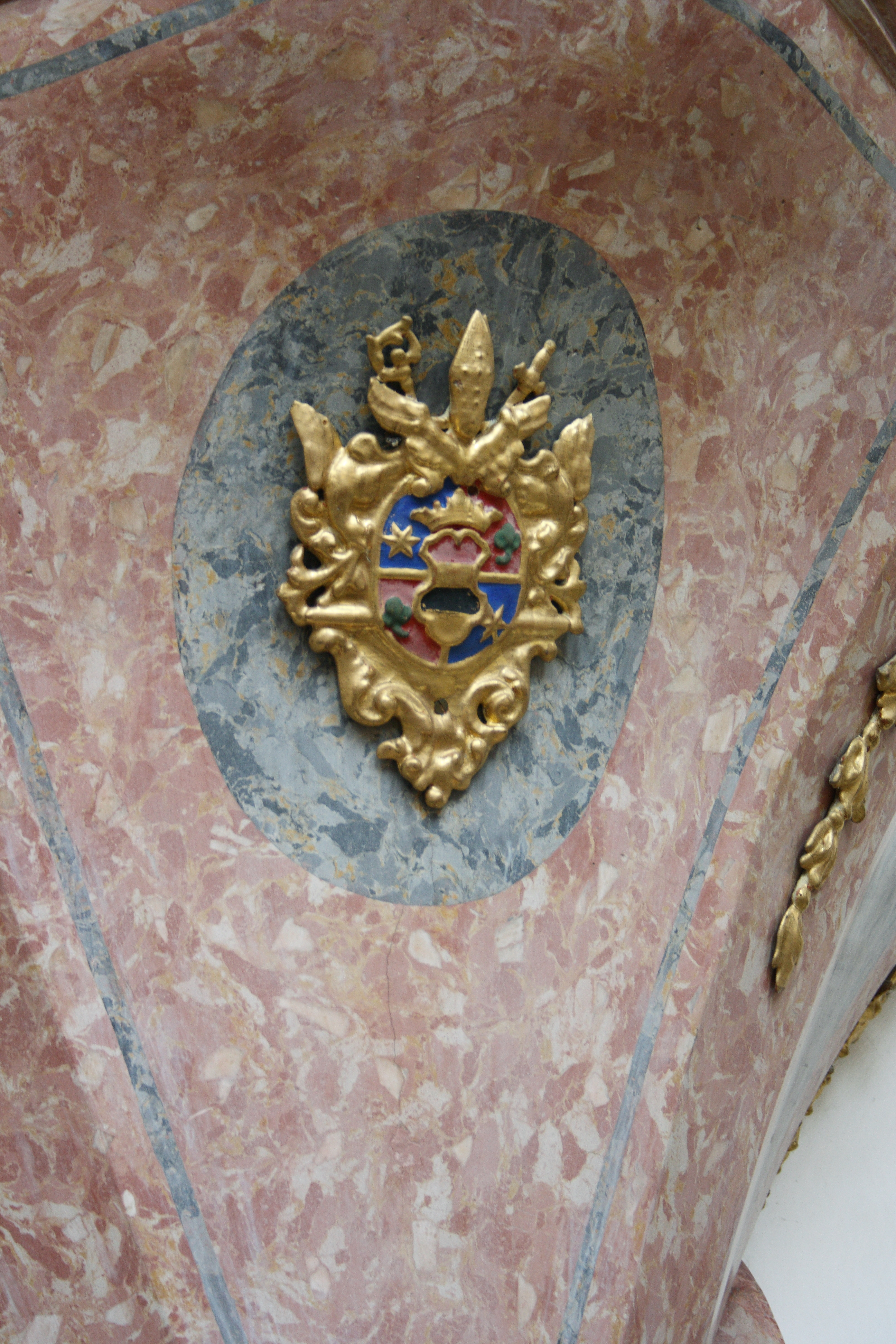
Kanzelkorb mit dem Wappen des Propstes Melchior Gast
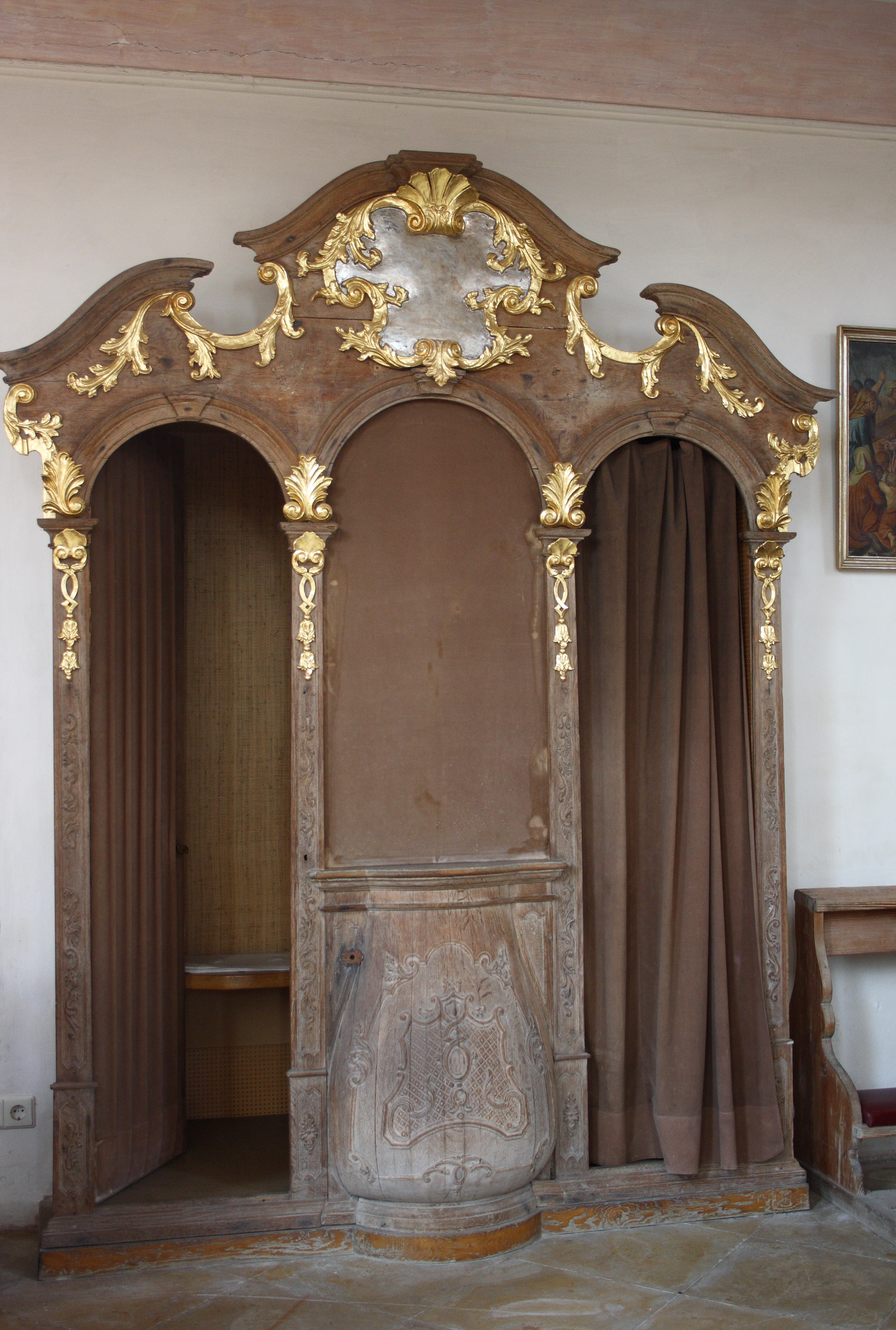
Beichtstuhl

## Orgel

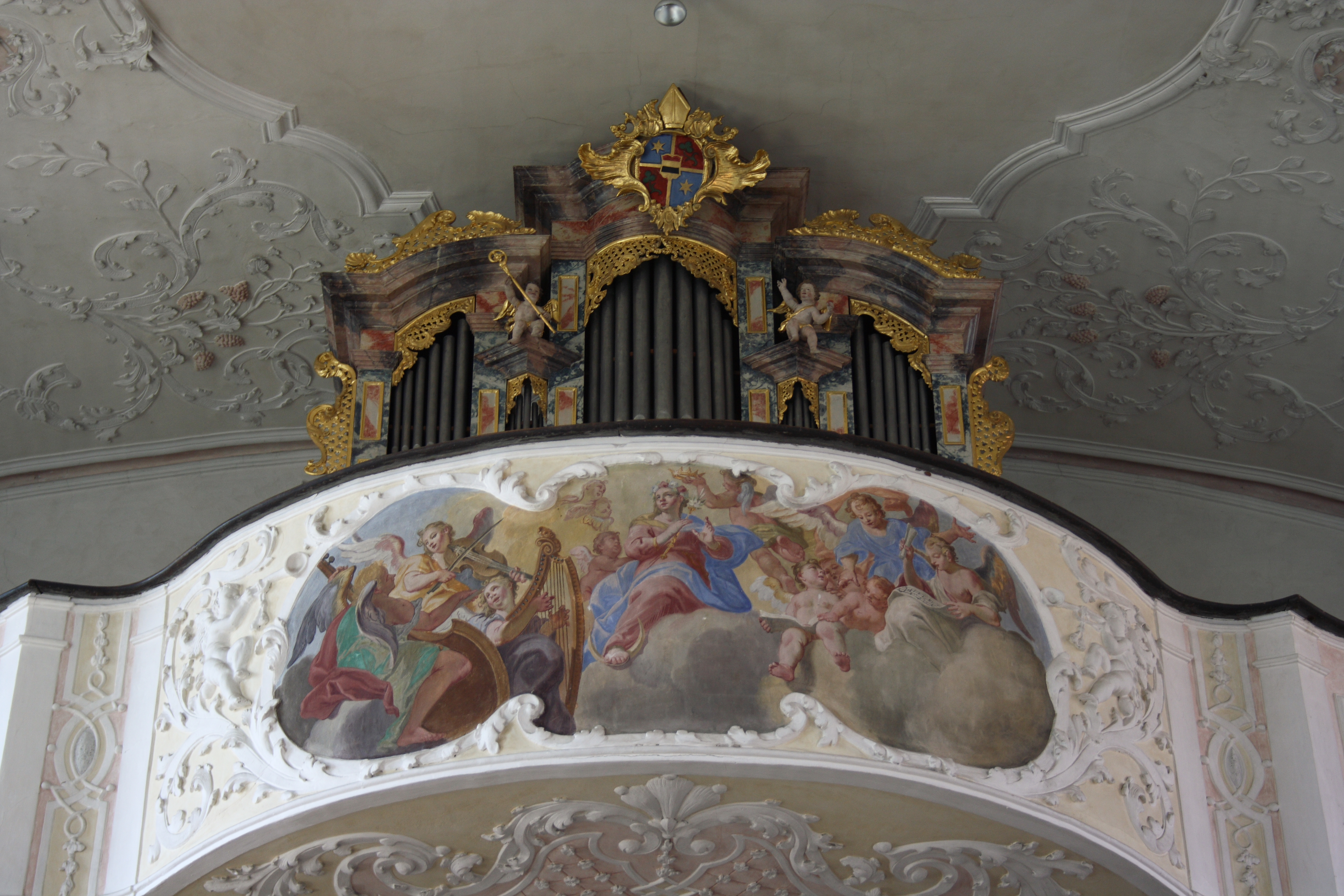
Orgel

Die Orgel auf der oberen der beiden Emporen stammt noch aus der Bauzeit der Kirche. Sie wurde 1749 von dem Ulmer Orgelbauer Georg Friedrich Schmahl erbaut und ist eines der wenigen erhaltenen Werke von Schmahl. Die Deubacher Orgel wurde im Laufe der Jahrhunderte mehrfach umgebaut und 1980 durch die Firma Orgelbau Sandtner grundlegend restauriert. Der gegen Ende des 19. Jahrhunderts aufgestellte Spieltisch wurde dabei durch einen ursprünglich vorhandenen Spielschrank ersetzt. Im Jahr 2002 wurde die Orgel nochmals überholt und erhielt eine neue Balganlage.
Das Instrument verfügt über sieben Manualregister und zwei Pedalregister. Das angehängte Pedal hat den Tonumfang C–f.
| Manual C–c3 |              |       |
| 1.          | Holzgedackt  | 8′    |
| 2.          | Salicional   | 8′    |
| 3.          | Principal    | 4′    |
| 4.          | Flöte (ged.) | 4′    |
| 5.          | Quint        | 2 ⁄3′ |
| 6.          | Oktave       | 2′    |
| 7.          | Mixtur II    | 1 ⁄3′ |

| Pedal |          |     |
| 8.    | Subbaß   | 16′ |
| 9.    | Octavbaß | 8′  |